# Castillo de Honberg
El castillo de Honberg (en alemán: Burg Honberg) es un castillo de cima del siglo XV, en estado de ruinas pero bien conservado, situado en el valle del Danubio alemán (actual parque natural del Danubio Superior). La colina cuyo nombre recibe, Honberg, se eleva a una altitud de 739 m s. n. m. y se encuentra en el centro de Tuttlingen, municipio y capital del distrito homónimo al suroeste de Baden-Wurtemberg (a unos 20 kilómetros al noroeste del lago de Constanza). Aunque recibe la calificación de castillo, se trata de hecho de una fortificación que a finales de la Edad Media era una de las fortalezas más importantes de Wurtemberg.

## Historia

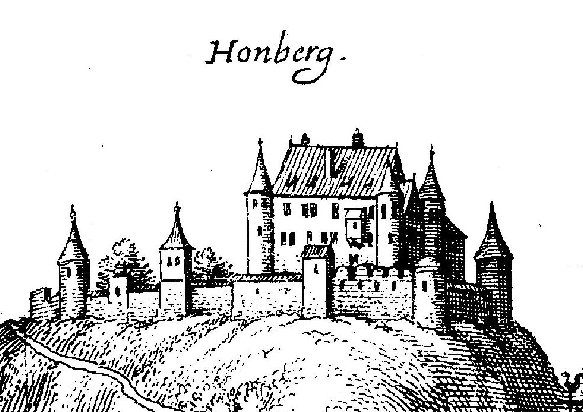
Esbozo del del castillo y el monte de Honberg.

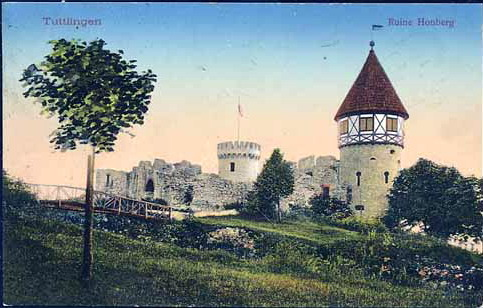
Dibujo del castillo en 1911

La fortaleza de Honberg fue construida entre 1460 y 1470 por el conde Everardo V de Wurtemberg «el Barbudo» como parte del sistema de defensas de esta región histórica. Cuando este se convirtió en el primer duque de Wurtemberg dos décadas y media después, el 21 de julio de 1495, Homberg constituía la principal estructura militar del sur del nuevo ducado.
En 1645, en el marco de la guerra de los Treinta Años, la fortaleza fue destruida hasta sus cimientos por su propia guarnición, conformada principalmente de tropas imperiales. La orden de destrucción había sido expedida por Konrad Widerholt, comandante de Hohentwiel (la fortaleza principal, a 23 kilómetros hacia el sur) y unos de los principales estrategas militares de Wurtemberg en esa época. La orden escrita se conserva hasta el día de hoy adherida a una de las torres del castillo; en ella consta que su objetivo es proteger a la ciudad de Tuttlingen del enemigo que estaba acechando.
No obstante, algunos historiadores sugieren que la fortaleza hubiera sido destruida, con toda probabilidad, durante la decisiva batalla de Tuttlingen dos años antes (el 24 de noviembre de 1643), ya que en vísperas de la batalla servía como cuartel general de las fuerzas franco-weimarianas desde hacía varias semanas, y allí es donde sufrieron una de sus mayores derrotas ante las tropas imperiales-españolas, principalmente de la mano de los dragones bávaros. El ataque a la fortaleza, que se encontraba separada del pueblo por un cementerio, propició el muy positivo desenlace de la batalla para el lado bávaro-imperial, pues con el cuartel general francés fuera de juego, las tropas imperiales pudieron acercarse al campamento francés desde el sudeste sin ser detectadas. Si bien otros expertos mantienen que la existencia de la orden de destrucción de 1645 y la probable permanencia de soldados en el lugar, sugieren que la fortaleza aún se encontraba activa, aunque fuera parcialmente.
En las siguientes décadas, la condición de las ruinas fue de mal en peor debido a la utilización de material de los edificios destruidos para la construcción en varios proyectos de la región, empezando por la Schwäbischen Hüttenwerke, importante fábrica de metal de Suabia que en el siglo XX se convertiría en la SHW-Gruppe. Tras el gran incendio de Tuttlingen de 1803, muchas de las piedras de la fortaleza se utilizaron para la reconstrucción de la ciudad.
No sería hasta pleno siglo XIX que la fortaleza de Honberg recibiría algún estatus de protección gracias a la intervención de una asociación patrocinadora que, tras recaudar dinero a través de donaciones, financió la recuperación de las dos torres del castillo y la rehabilitación de algunas otras estructuras, convirtiéndose en un monumento que consta principalmente del castillo más que de la fortaleza entera (de ahí el nombre que tiene en la actualidad); si bien, partes de la muralla de la fortaleza, también siguen todavía en pie.

## Uso actual
Cada año durante el verano, el castillo acoge durante dos semanas las actuaciones al aire libre del festival Honberg-Sommer (‘Verano de Honberg’), que se llevan a cabo dentro de las murallas de la fortaleza. Ocasionalmente, el recinto también se utiliza para otras actuaciones musicales de asociaciones locales.
Hasta junio de 2013, en Honberg se encontraba la torre de radio regional.